# Droga wojewódzka nr 400
Droga wojewódzka nr 400 (DW400) – droga wojewódzka o długości 1,8 km, leżąca na obszarze województwa kujawsko-pomorskiego. Trasa ta łączy Więcławice z miejscowością Latkowo a także z DK15. Droga leży na terenie  powiatu inowrocławskiego.

## Miejscowości leżące przy trasie DW400
- Więcławice
- Latkowo (DK15)